# Catedral de San Pedro (Villeneuve-lès-Maguelone)
La catedral de San Pedro y San Pablo de Maguelone o simplemente catedral de Maguelone (en francés: Cathédrale Saint-Pierre de Maguelone) es una iglesia católica francesa y antigua catedral situada a unos 10 km al sur de Montpellier en el departamento de Hérault, al sur del país. El edificio se encuentra en un istmo entre el lago Étang de l'Arnel y el mar Mediterráneo, en el golfo de León, que fue una vez el sitio de la ciudad original de Maguelone, frente a la actual ciudad de Villeneuve-lès-Maguelone.
La catedral de Maguelone fue sede episcopal del antiguo obispo de Maguelone hasta 1563, cuando la sede fue trasladada al recién creada diócesis  de Montpellier. La catedral, construida cuando la sede eclesiástica fue devuelta a la ciudad en el siglo XI por el obispo Arnaud (1030-1060), es un edificio fortificado románico. Aunque algunas partes, como las torres, se han demolido, el cuerpo principal del edificio sigue funcionando y es un monumento histórico registrado. Está dirigido por una sociedad dedicada a la preservación, los Compagnons de Maguelone, y se utiliza tanto para fines religiosos como seculares.
La catedral fue clasificada en el título de los monumento histórico de Francia en 1840.

## Véase también

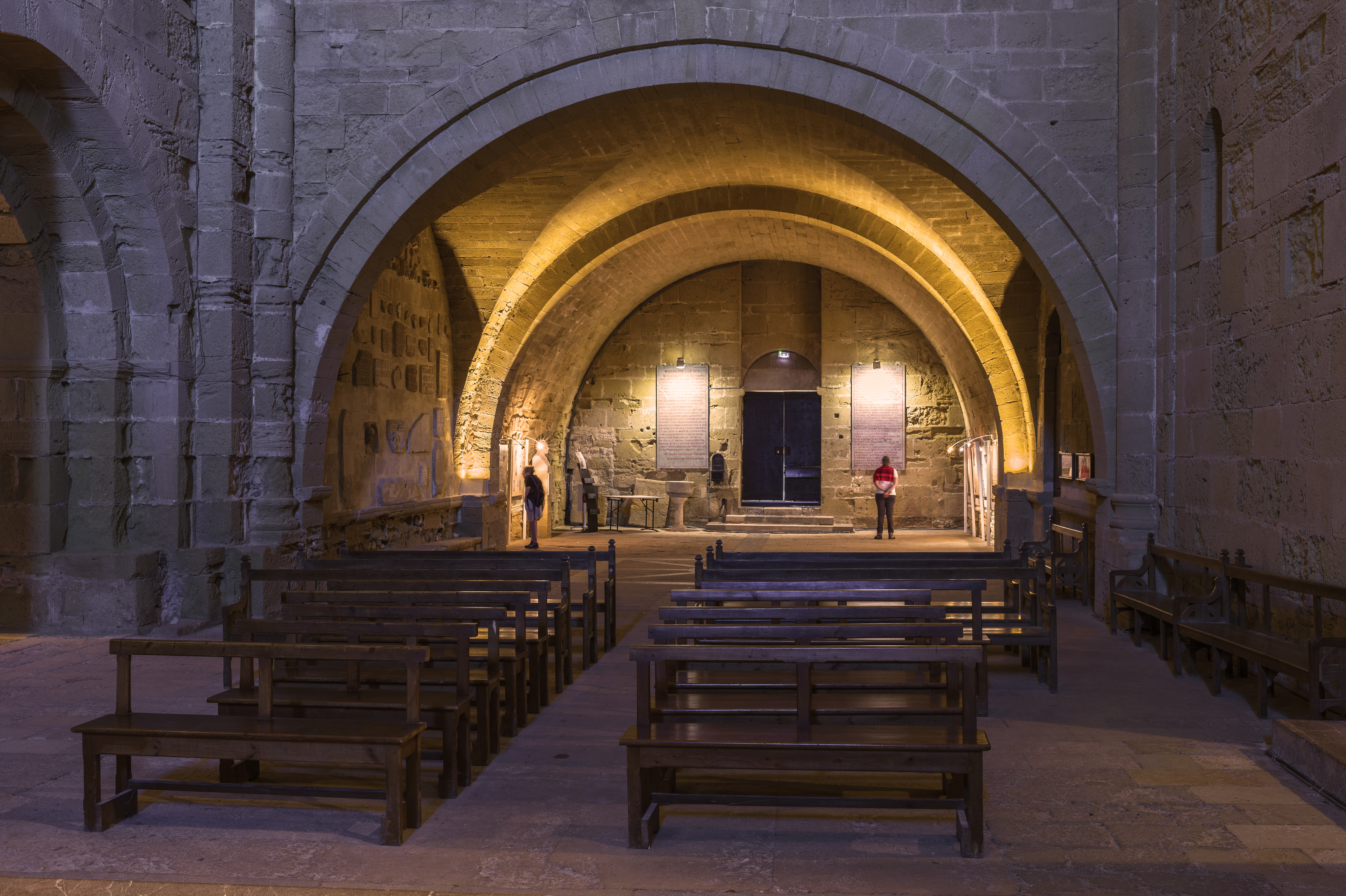
Vista interna